# Tour Down Under de 2019
A 21º edição do Tour Down Under (oficialmente chamado de Santos Tour Down Under ), é uma corrida de ciclismo por etapas, que decorre de 15 a 20 de janeiro de 2019 na Austrália.  O evento dura seis dias entre Adelaide e Willunga Hill com um percurso de 857,8 km.
Este é o primeiro evento do UCI World Tour de 2019, o mais importante calendário de ciclismo de estrada.

## Apresentação

### Percurso
O evento consiste em seis corridas em linha e sem contrarrelógio.  Dois dias antes do evento, é realizado um critérium fixo para os velocistas, o fr:People's Choice Classic.
As primeiras cinco etapas deste Tour Down Under incluem algumas dificuldades em vários pontos da corrida.  A sexta e última etapa termina com a subida de Willunga Hill (3,5 quilômetros de comprimento e 7% de queda vertical), depois de uma primeira passagem de alguns quilômetros antes e que muitas vezes desempenha um papel decisivo na corrida.

### Equipes
Dezenove times estão participando neste Tour de 2019 - dezoito são WorldTeams e uma equipe nacional.
| Equipes WorldTeam (18)- AG2R La Mondiale - Astana - Bahrain-Merida - Bora-hansgrohe - CCC Team - Deceuninck-Quick Step - Dimension Data - EF Education First - Groupama-FDJ - Team Jumbo-Visma - Katusha-Alpecin - Lotto Soudal - Mitchelton-Scott - Movistar Team - Sky - Team Sunweb - Trek-Segafredo - UAE Team Emirates translation for headoftableIII_translate index 39 not found- UniSA-Australia |
| |

### Favoritos
A primeira corrida da temporada de ciclismo do UCI World Tour, o Tour Down Under atua como uma recuperação para os ciclistas das formações do World Tour.  O evento não entrega Wild Card, apenas uma seleção de ciclistas australianos tem a oportunidade de competir com os melhores.  Devido à sua localização no calendário de ciclismo e nas condições meteorológicas, a corrida favorece os moradores australianos, que muitas vezes fazem dela um grande objetivo (11 vitórias australianas em 20 edições).
Além do detentor do título sul-africano, Daryl Impey, da equipe australiana Mitchelton-Scott, o vencedor Richie Porte do Grande Prêmio da Austrália, que venceu em 2017 e segundo em 2018 com o seu novo time Trek, está entre os favoritos na classificação geral. A Trek-Segafredo, mas também o seu ex-companheiro de equipe Rohan Dennis, vencedor em 2015, e agora em Bahrain–Merida.  Também encontramos o neozelandês George Benett para o Jumbo-Visma, o canadense Michael Woods para o EF-Education First, o australiano Jay McCarthy (Bora-Hansgrohe), o italiano Diego Ulissi (Emirados Árabes Unidos) e o três vezes campão mundial de títulos esloveno Peter Sagan da Bora–Hansgrohe.  Este último também irá competir nas etapas de sprint ao lado do australiano Caleb Ewan, um novo membro da Lotto-Soudal, e do italiano Elia Viviani para o Deceuninck-Quick-Step.

## Etapas
Este Tour Down Under tem seis etapas para um total de 857,8 km para percorrer.
| Etapa | Data    | Percurso                       | type            | Distância (km) | Vencedor         | Líder geral   |
| ----- | ------- | ------------------------------ | --------------- | -------------- | ---------------- | ------------- |
| 1     | 15 jan. | North Adelaide – Port Adelaide | etapa plana     | 129            | Elia Viviani     | Elia Viviani  |
| 2     | 16 jan. | Norwood – Angaston             | etapa plana     | 122,1          | Patrick Bevin    | Patrick Bevin |
| 3     | 17 jan. | Lobethal – Uraidla             | etapa escarpada | 146,2          | Peter Sagan      | Patrick Bevin |
| 4     | 18 jan. | Unley – Athelstone             | média montanha  | 129,2          | Daryl Impey      | Patrick Bevin |
| 5     | 19 jan. | Glenelg – Strathalbyn          | etapa plana     | 149,5          | Jasper Philipsen | Patrick Bevin |
| 6     | 20 jan. | McLaren Vale – Willunga Hill   | média montanha  | 151,5          | Richie Porte     | Daryl Impey   |

| 1ª etapa | 15 jan. | North Adelaide – Port Adélaïde |  | 132,4 |  |  |
| 2ª etapa | 16 jan. | Norwood – Angaston             |  | 149   |  |  |
| 3º etapa | 17 jan. | Lobethal – Uraidla             |  | 146,2 |  |  |
| 4ª etapa | 18 jan. | Unley – Athelstone             |  | 129,2 |  |  |
| 5ª etapa | 19 jan. | Glenelg – Strathalbyn          |  | 149,5 |  |  |
| 6ª etapa | 20 jan. | McLaren Vale – Willunga Hill   |  | 151,5 |  |  |

## Desdobramento da corrida

### 1ª etapa
| \| Classificação por etapas \| Classificação por etapas \| Classificação por etapas \| Classificação por etapas \| Classificação por etapas \| \| Ciclista \| Ciclista \| Equipe \| Tempo \| \| \| ------------------------ \| ------------------------ \| ------------------------ \| ------------------------ \| ------------------------ \| \| 1. \| Elia Viviani \| Deceuninck-Quick Step \| 3h19m47s \| \| \| 2. \| Max Walscheid \| Team Sunweb \| + 0s \| \| \| 3. \| Jakub Mareczko \| CCC Team \| + 0s \| \| \| 4. \| Phil Bauhaus \| Bahrain-Merida \| + 0s \| \| \| 5. \| Ryan Gibbons \| Dimension Data \| + 0s \| \| \| 6. \| Jasper Philipsen \| UAE Team Emirates \| + 0s \| \| \| 7. \| Kristoffer Halvorsen \| Team Sky \| + 0s \| \| \| 8. \| Peter Sagan \| Bora-Hansgrohe \| + 0s \| \| \| 9. \| Danny van Poppel \| Team Jumbo-Visma \| + 0s \| \| \| 10. \| Daniel Hoelgaard \| Groupama-FDJ \| + 0s \| \| |                      |                       |          |
| |                      |                       |          |
| Fonte: ProCyclingStats |                      |                       |          |
| Classificação por etapas |                      |                       |          |
| Ciclista | Ciclista             | Equipe                | Tempo    |
| 1. | Elia Viviani         | Deceuninck-Quick Step | 3h19m47s |
| 2. | Max Walscheid        | Team Sunweb           | + 0s     |
| 3. | Jakub Mareczko       | CCC Team              | + 0s     |
| 4. | Phil Bauhaus         | Bahrain-Merida        | + 0s     |
| 5. | Ryan Gibbons         | Dimension Data        | + 0s     |
| 6. | Jasper Philipsen     | UAE Team Emirates     | + 0s     |
| 7. | Kristoffer Halvorsen | Team Sky              | + 0s     |
| 8. | Peter Sagan          | Bora-Hansgrohe        | + 0s     |
| 9. | Danny van Poppel     | Team Jumbo-Visma      | + 0s     |
| 10. | Daniel Hoelgaard     | Groupama-FDJ          | + 0s     |

| \| Classificação geral \| Classificação geral \| Classificação geral \| Classificação geral \| Classificação geral \| \| Ciclista \| Ciclista \| Equipe \| Tempo \| \| \| ------------------- \| -------------------- \| --------------------- \| ------------------- \| ------------------- \| \| 1. \| Elia Viviani \| Deceuninck-Quick Step \| 3h19m37s \| \| \| 2. \| Max Walscheid \| Team Sunweb \| + 4s \| \| \| 3. \| Patrick Bevin \| CCC Team \| + 5s \| \| \| 4. \| Michael Storer \| Team Sunweb \| + 5s \| \| \| 5. \| Jakub Mareczko \| CCC Team \| + 6s \| \| \| 6. \| Jason Lea \| UniSA-Australia \| + 8s \| \| \| 7. \| Phil Bauhaus \| Bahrain-Merida \| + 10s \| \| \| 8. \| Ryan Gibbons \| Dimension Data \| + 10s \| \| \| 9. \| Jasper Philipsen \| UAE Team Emirates \| + 10s \| \| \| 10. \| Kristoffer Halvorsen \| Team Sky \| + 10s \| \| |                      |                       |          |
| |                      |                       |          |
| Fonte: ProCyclingStats |                      |                       |          |
| Classificação geral |                      |                       |          |
| Ciclista | Ciclista             | Equipe                | Tempo    |
| 1. | Elia Viviani         | Deceuninck-Quick Step | 3h19m37s |
| 2. | Max Walscheid        | Team Sunweb           | + 4s     |
| 3. | Patrick Bevin        | CCC Team              | + 5s     |
| 4. | Michael Storer       | Team Sunweb           | + 5s     |
| 5. | Jakub Mareczko       | CCC Team              | + 6s     |
| 6. | Jason Lea            | UniSA-Australia       | + 8s     |
| 7. | Phil Bauhaus         | Bahrain-Merida        | + 10s    |
| 8. | Ryan Gibbons         | Dimension Data        | + 10s    |
| 9. | Jasper Philipsen     | UAE Team Emirates     | + 10s    |
| 10. | Kristoffer Halvorsen | Team Sky              | + 10s    |

### 2ª etapa
| \| Classificação por etapas \| Classificação por etapas \| Classificação por etapas \| Classificação por etapas \| Classificação por etapas \| \| Ciclista \| Ciclista \| Equipe \| Tempo \| \| \| ------------------------ \| ------------------------ \| ------------------------ \| ------------------------ \| ------------------------ \| \| 1. \| Patrick Bevin \| CCC Team \| 3h14m31s \| \| \| 2. \| Caleb Ewan \| Lotto-Soudal \| + 0s \| \| \| 3. \| Peter Sagan \| Bora-Hansgrohe \| + 0s \| \| \| 4. \| Danny van Poppel \| Team Jumbo-Visma \| + 0s \| \| \| 5. \| Jasper Philipsen \| UAE Team Emirates \| + 0s \| \| \| 6. \| Phil Bauhaus \| Bahrain-Merida \| + 0s \| \| \| 7. \| Elia Viviani \| Deceuninck-Quick Step \| + 0s \| \| \| 8. \| Luis León Sánchez \| Astana \| + 0s \| \| \| 9. \| Kiel Reijnen \| Trek-Segafredo \| + 0s \| \| \| 10. \| Kristoffer Halvorsen \| Team Sky \| + 0s \| \| |                      |                       |          |
| |                      |                       |          |
| Fonte: ProCyclingStats |                      |                       |          |
| Classificação por etapas |                      |                       |          |
| Ciclista | Ciclista             | Equipe                | Tempo    |
| 1. | Patrick Bevin        | CCC Team              | 3h14m31s |
| 2. | Caleb Ewan           | Lotto-Soudal          | + 0s     |
| 3. | Peter Sagan          | Bora-Hansgrohe        | + 0s     |
| 4. | Danny van Poppel     | Team Jumbo-Visma      | + 0s     |
| 5. | Jasper Philipsen     | UAE Team Emirates     | + 0s     |
| 6. | Phil Bauhaus         | Bahrain-Merida        | + 0s     |
| 7. | Elia Viviani         | Deceuninck-Quick Step | + 0s     |
| 8. | Luis León Sánchez    | Astana                | + 0s     |
| 9. | Kiel Reijnen         | Trek-Segafredo        | + 0s     |
| 10. | Kristoffer Halvorsen | Team Sky              | + 0s     |

| \| Classificação geral \| Classificação geral \| Classificação geral \| Classificação geral \| Classificação geral \| \| Ciclista \| Ciclista \| Equipe \| Tempo \| \| \| ------------------- \| ------------------- \| --------------------- \| ------------------- \| ------------------- \| \| 1. \| Patrick Bevin \| CCC Team \| 6h34m03s \| \| \| 2. \| Elia Viviani \| Deceuninck-Quick Step \| + 5s \| \| \| 3. \| Caleb Ewan \| Lotto-Soudal \| + 9s \| \| \| 4. \| Max Walscheid \| Team Sunweb \| + 9s \| \| \| 5. \| Artiom Zakharov \| Astana \| + 9s \| \| \| 6. \| Jason Lea \| UniSA-Australia \| + 10s \| \| \| 7. \| Michael Storer \| Team Sunweb \| + 10s \| \| \| 8. \| Peter Sagan \| Bora-Hansgrohe \| + 10s \| \| \| 9. \| Jakub Mareczko \| CCC Team \| + 10s \| \| \| 10. \| Jaime Castrillo \| Movistar Team \| + 12s \| \| |                 |                       |          |
| |                 |                       |          |
| Fonte: ProCyclingStats |                 |                       |          |
| Classificação geral |                 |                       |          |
| Ciclista | Ciclista        | Equipe                | Tempo    |
| 1. | Patrick Bevin   | CCC Team              | 6h34m03s |
| 2. | Elia Viviani    | Deceuninck-Quick Step | + 5s     |
| 3. | Caleb Ewan      | Lotto-Soudal          | + 9s     |
| 4. | Max Walscheid   | Team Sunweb           | + 9s     |
| 5. | Artiom Zakharov | Astana                | + 9s     |
| 6. | Jason Lea       | UniSA-Australia       | + 10s    |
| 7. | Michael Storer  | Team Sunweb           | + 10s    |
| 8. | Peter Sagan     | Bora-Hansgrohe        | + 10s    |
| 9. | Jakub Mareczko  | CCC Team              | + 10s    |
| 10. | Jaime Castrillo | Movistar Team         | + 12s    |

### 3ª etapa
| \| Classificação por etapas \| Classificação por etapas \| Classificação por etapas \| Classificação por etapas \| Classificação por etapas \| \| Ciclista \| Ciclista \| Equipe \| Tempo \| \| \| ------------------------ \| ------------------------ \| ------------------------ \| ------------------------ \| ------------------------ \| \| 1. \| Peter Sagan \| Bora-Hansgrohe \| 3h46m06s \| \| \| 2. \| Luis León Sánchez \| Astana \| + 0s \| \| \| 3. \| Daryl Impey \| Mitchelton-Scott \| + 0s \| \| \| 4. \| Danny van Poppel \| Team Jumbo-Visma \| + 0s \| \| \| 5. \| Patrick Bevin \| CCC Team \| + 0s \| \| \| 6. \| Jan Polanc \| UAE Team Emirates \| + 0s \| \| \| 7. \| Ruben Guerreiro \| Katusha-Alpecin \| + 0s \| \| \| 8. \| Tadej Pogačar \| UAE Team Emirates \| + 0s \| \| \| 9. \| Chris Hamilton \| Team Sunweb \| + 0s \| \| \| 10. \| Domenico Pozzovivo \| Bahrain-Merida \| + 0s \| \| |                    |                   |          |
| |                    |                   |          |
| Fonte: ProCyclingStats |                    |                   |          |
| Classificação por etapas |                    |                   |          |
| Ciclista | Ciclista           | Equipe            | Tempo    |
| 1. | Peter Sagan        | Bora-Hansgrohe    | 3h46m06s |
| 2. | Luis León Sánchez  | Astana            | + 0s     |
| 3. | Daryl Impey        | Mitchelton-Scott  | + 0s     |
| 4. | Danny van Poppel   | Team Jumbo-Visma  | + 0s     |
| 5. | Patrick Bevin      | CCC Team          | + 0s     |
| 6. | Jan Polanc         | UAE Team Emirates | + 0s     |
| 7. | Ruben Guerreiro    | Katusha-Alpecin   | + 0s     |
| 8. | Tadej Pogačar      | UAE Team Emirates | + 0s     |
| 9. | Chris Hamilton     | Team Sunweb       | + 0s     |
| 10. | Domenico Pozzovivo | Bahrain-Merida    | + 0s     |

| \| Classificação geral \| Classificação geral \| Classificação geral \| Classificação geral \| Classificação geral \| \| Ciclista \| Ciclista \| Equipe \| Tempo \| \| \| ------------------- \| ------------------- \| ------------------- \| ------------------- \| ------------------- \| \| 1. \| Patrick Bevin \| CCC Team \| 10h20m09s \| \| \| 2. \| Peter Sagan \| Bora-Hansgrohe \| + 1s \| \| \| 3. \| Luis León Sánchez \| Astana \| + 9s \| \| \| 4. \| Michael Storer \| Team Sunweb \| + 10s \| \| \| 5. \| Daryl Impey \| Mitchelton-Scott \| + 11s \| \| \| 6. \| Danny van Poppel \| Team Jumbo-Visma \| + 15s \| \| \| 7. \| Jan Polanc \| UAE Team Emirates \| + 15s \| \| \| 8. \| Ryan Gibbons \| Dimension Data \| + 15s \| \| \| 9. \| Chris Hamilton \| Team Sunweb \| + 15s \| \| \| 10. \| George Bennett \| Team Jumbo-Visma \| + 15s \| \| |                   |                   |           |
| |                   |                   |           |
| Fonte: ProCyclingStats |                   |                   |           |
| Classificação geral |                   |                   |           |
| Ciclista | Ciclista          | Equipe            | Tempo     |
| 1. | Patrick Bevin     | CCC Team          | 10h20m09s |
| 2. | Peter Sagan       | Bora-Hansgrohe    | + 1s      |
| 3. | Luis León Sánchez | Astana            | + 9s      |
| 4. | Michael Storer    | Team Sunweb       | + 10s     |
| 5. | Daryl Impey       | Mitchelton-Scott  | + 11s     |
| 6. | Danny van Poppel  | Team Jumbo-Visma  | + 15s     |
| 7. | Jan Polanc        | UAE Team Emirates | + 15s     |
| 8. | Ryan Gibbons      | Dimension Data    | + 15s     |
| 9. | Chris Hamilton    | Team Sunweb       | + 15s     |
| 10. | George Bennett    | Team Jumbo-Visma  | + 15s     |

### 4ª etapa
| \| Classificação por etapas \| Classificação por etapas \| Classificação por etapas \| Classificação por etapas \| Classificação por etapas \| \| Ciclista \| Ciclista \| Equipe \| Tempo \| \| \| ------------------------ \| ------------------------ \| ------------------------ \| ------------------------ \| ------------------------ \| \| 1. \| Daryl Impey \| Mitchelton-Scott \| 3h03m27s \| \| \| 2. \| Patrick Bevin \| CCC Team \| + 0s \| \| \| 3. \| Luis León Sánchez \| Astana \| + 0s \| \| \| 4. \| Ruben Guerreiro \| Katusha-Alpecin \| + 0s \| \| \| 5. \| Rubén Fernández \| Movistar Team \| + 0s \| \| \| 6. \| George Bennett \| Team Jumbo-Visma \| + 0s \| \| \| 7. \| Diego Ulissi \| UAE Team Emirates \| + 0s \| \| \| 8. \| Michael Woods \| EF Education First \| + 0s \| \| \| 9. \| Chris Hamilton \| Team Sunweb \| + 0s \| \| \| 10. \| Dylan van Baarle \| Team Sky \| + 0s \| \| |                   |                    |          |
| |                   |                    |          |
| Fonte: ProCyclingStats |                   |                    |          |
| Classificação por etapas |                   |                    |          |
| Ciclista | Ciclista          | Equipe             | Tempo    |
| 1. | Daryl Impey       | Mitchelton-Scott   | 3h03m27s |
| 2. | Patrick Bevin     | CCC Team           | + 0s     |
| 3. | Luis León Sánchez | Astana             | + 0s     |
| 4. | Ruben Guerreiro   | Katusha-Alpecin    | + 0s     |
| 5. | Rubén Fernández   | Movistar Team      | + 0s     |
| 6. | George Bennett    | Team Jumbo-Visma   | + 0s     |
| 7. | Diego Ulissi      | UAE Team Emirates  | + 0s     |
| 8. | Michael Woods     | EF Education First | + 0s     |
| 9. | Chris Hamilton    | Team Sunweb        | + 0s     |
| 10. | Dylan van Baarle  | Team Sky           | + 0s     |

| \| Classificação geral \| Classificação geral \| Classificação geral \| Classificação geral \| Classificação geral \| \| Ciclista \| Ciclista \| Equipe \| Tempo \| \| \| ------------------- \| ------------------- \| ------------------- \| ------------------- \| ------------------- \| \| 1. \| Patrick Bevin \| CCC Team \| 13h23m30s \| \| \| 2. \| Daryl Impey \| Mitchelton-Scott \| + 7s \| \| \| 3. \| Luis León Sánchez \| Astana \| + 11s \| \| \| 4. \| Chris Hamilton \| Team Sunweb \| + 21s \| \| \| 5. \| Ryan Gibbons \| Dimension Data \| + 21s \| \| \| 6. \| Jan Polanc \| UAE Team Emirates \| + 21s \| \| \| 7. \| George Bennett \| Team Jumbo-Visma \| + 21s \| \| \| 8. \| Ruben Guerreiro \| Katusha-Alpecin \| + 21s \| \| \| 9. \| Diego Ulissi \| UAE Team Emirates \| + 21s \| \| \| 10. \| Michael Woods \| EF Education First \| + 21s \| \| |                   |                    |           |
| |                   |                    |           |
| Fonte: ProCyclingStats |                   |                    |           |
| Classificação geral |                   |                    |           |
| Ciclista | Ciclista          | Equipe             | Tempo     |
| 1. | Patrick Bevin     | CCC Team           | 13h23m30s |
| 2. | Daryl Impey       | Mitchelton-Scott   | + 7s      |
| 3. | Luis León Sánchez | Astana             | + 11s     |
| 4. | Chris Hamilton    | Team Sunweb        | + 21s     |
| 5. | Ryan Gibbons      | Dimension Data     | + 21s     |
| 6. | Jan Polanc        | UAE Team Emirates  | + 21s     |
| 7. | George Bennett    | Team Jumbo-Visma   | + 21s     |
| 8. | Ruben Guerreiro   | Katusha-Alpecin    | + 21s     |
| 9. | Diego Ulissi      | UAE Team Emirates  | + 21s     |
| 10. | Michael Woods     | EF Education First | + 21s     |

### 5º etapa
| \| Classificação por etapas \| Classificação por etapas \| Classificação por etapas \| Classificação por etapas \| Classificação por etapas \| \| Ciclista \| Ciclista \| Equipe \| Tempo \| \| \| ------------------------ \| ------------------------ \| ------------------------ \| ------------------------ \| ------------------------ \| \| 1. \| Jasper Philipsen \| UAE Team Emirates \| 3h37m00s \| \| \| 2. \| Peter Sagan \| Bora-Hansgrohe \| + 0s \| \| \| 3. \| Danny van Poppel \| Team Jumbo-Visma \| + 0s \| \| \| 4. \| Jens Debusschere \| Katusha-Alpecin \| + 0s \| \| \| 5. \| Elia Viviani \| Deceuninck-Quick Step \| + 0s \| \| \| 6. \| Phil Bauhaus \| Bahrain-Merida \| + 0s \| \| \| 7. \| Cees Bol \| Team Sunweb \| + 0s \| \| \| 8. \| Ryan Gibbons \| Dimension Data \| + 0s \| \| \| 9. \| Wout Poels \| Team Sky \| + 0s \| \| \| 10. \| Davide Ballerini \| Astana \| + 0s \| \| |                  |                       |          |
| |                  |                       |          |
| Fonte: ProCyclingStats |                  |                       |          |
| Classificação por etapas |                  |                       |          |
| Ciclista | Ciclista         | Equipe                | Tempo    |
| 1. | Jasper Philipsen | UAE Team Emirates     | 3h37m00s |
| 2. | Peter Sagan      | Bora-Hansgrohe        | + 0s     |
| 3. | Danny van Poppel | Team Jumbo-Visma      | + 0s     |
| 4. | Jens Debusschere | Katusha-Alpecin       | + 0s     |
| 5. | Elia Viviani     | Deceuninck-Quick Step | + 0s     |
| 6. | Phil Bauhaus     | Bahrain-Merida        | + 0s     |
| 7. | Cees Bol         | Team Sunweb           | + 0s     |
| 8. | Ryan Gibbons     | Dimension Data        | + 0s     |
| 9. | Wout Poels       | Team Sky              | + 0s     |
| 10. | Davide Ballerini | Astana                | + 0s     |

| \| Classificação geral \| Classificação geral \| Classificação geral \| Classificação geral \| Classificação geral \| \| Ciclista \| Ciclista \| Equipe \| Tempo \| \| \| ------------------- \| ------------------- \| ------------------- \| ------------------- \| ------------------- \| \| 1. \| Patrick Bevin \| CCC Team \| 17h00m25s \| \| \| 2. \| Daryl Impey \| Mitchelton-Scott \| + 7s \| \| \| 3. \| Luis León Sánchez \| Astana \| + 16s \| \| \| 4. \| Ryan Gibbons \| Dimension Data \| + 26s \| \| \| 5. \| Jan Polanc \| UAE Team Emirates \| + 26s \| \| \| 6. \| Ruben Guerreiro \| Katusha-Alpecin \| + 26s \| \| \| 7. \| George Bennett \| Team Jumbo-Visma \| + 26s \| \| \| 8. \| Chris Hamilton \| Team Sunweb \| + 26s \| \| \| 9. \| Wout Poels \| Team Sky \| + 26s \| \| \| 10. \| Michael Woods \| EF Education First \| + 26s \| \| |                   |                    |           |
| |                   |                    |           |
| Fonte: ProCyclingStats |                   |                    |           |
| Classificação geral |                   |                    |           |
| Ciclista | Ciclista          | Equipe             | Tempo     |
| 1. | Patrick Bevin     | CCC Team           | 17h00m25s |
| 2. | Daryl Impey       | Mitchelton-Scott   | + 7s      |
| 3. | Luis León Sánchez | Astana             | + 16s     |
| 4. | Ryan Gibbons      | Dimension Data     | + 26s     |
| 5. | Jan Polanc        | UAE Team Emirates  | + 26s     |
| 6. | Ruben Guerreiro   | Katusha-Alpecin    | + 26s     |
| 7. | George Bennett    | Team Jumbo-Visma   | + 26s     |
| 8. | Chris Hamilton    | Team Sunweb        | + 26s     |
| 9. | Wout Poels        | Team Sky           | + 26s     |
| 10. | Michael Woods     | EF Education First | + 26s     |

### 6ª etapa
| \| Classificação por etapas \| Classificação por etapas \| Classificação por etapas \| Classificação por etapas \| Classificação por etapas \| \| Ciclista \| Ciclista \| Equipe \| Tempo \| \| \| ------------------------ \| ------------------------ \| ------------------------ \| ------------------------ \| ------------------------ \| \| 1. \| Richie Porte \| Trek-Segafredo \| 3h30m14s \| \| \| 2. \| Wout Poels \| Team Sky \| + 0s \| \| \| 3. \| Daryl Impey \| Mitchelton-Scott \| + 0s \| \| \| 4. \| Rohan Dennis \| Bahrain-Merida \| + 3s \| \| \| 5. \| Luis León Sánchez \| Astana \| + 6s \| \| \| 6. \| Chris Hamilton \| Team Sunweb \| + 10s \| \| \| 7. \| Michael Woods \| EF Education First \| + 15s \| \| \| 8. \| Diego Ulissi \| UAE Team Emirates \| + 17s \| \| \| 9. \| Tom Slagter \| Dimension Data \| + 17s \| \| \| 10. \| Dries Devenyns \| Deceuninck-Quick Step \| + 17s \| \| |                   |                       |          |
| |                   |                       |          |
| Fonte: ProCyclingStats |                   |                       |          |
| Classificação por etapas |                   |                       |          |
| Ciclista | Ciclista          | Equipe                | Tempo    |
| 1. | Richie Porte      | Trek-Segafredo        | 3h30m14s |
| 2. | Wout Poels        | Team Sky              | + 0s     |
| 3. | Daryl Impey       | Mitchelton-Scott      | + 0s     |
| 4. | Rohan Dennis      | Bahrain-Merida        | + 3s     |
| 5. | Luis León Sánchez | Astana                | + 6s     |
| 6. | Chris Hamilton    | Team Sunweb           | + 10s    |
| 7. | Michael Woods     | EF Education First    | + 15s    |
| 8. | Diego Ulissi      | UAE Team Emirates     | + 17s    |
| 9. | Tom Slagter       | Dimension Data        | + 17s    |
| 10. | Dries Devenyns    | Deceuninck-Quick Step | + 17s    |

## Classificação final

### Classificação geral
| \| Classificação geral \| Classificação geral \| Classificação geral \| Classificação geral \| Classificação geral \| \| Ciclista \| Ciclista \| Equipe \| Tempo \| \| \| ------------------- \| ------------------- \| --------------------- \| ------------------- \| ------------------- \| \| 1. \| Daryl Impey \| Mitchelton-Scott \| 20h30m42s \| \| \| 2. \| Richie Porte \| Trek-Segafredo \| + 13s \| \| \| 3. \| Wout Poels \| Team Sky \| + 17s \| \| \| 4. \| Luis León Sánchez \| Astana \| + 19s \| \| \| 5. \| Rohan Dennis \| Bahrain-Merida \| + 26s \| \| \| 6. \| Chris Hamilton \| Team Sunweb \| + 33s \| \| \| 7. \| Michael Woods \| EF Education First \| + 38s \| \| \| 8. \| Ruben Guerreiro \| Katusha-Alpecin \| + 40s \| \| \| 9. \| Diego Ulissi \| UAE Team Emirates \| + 40s \| \| \| 10. \| Dries Devenyns \| Deceuninck-Quick Step \| + 40s \| \| |                   |                       |           |
| |                   |                       |           |
| Fonte: ProCyclingStats |                   |                       |           |
| Classificação geral |                   |                       |           |
| Ciclista | Ciclista          | Equipe                | Tempo     |
| 1. | Daryl Impey       | Mitchelton-Scott      | 20h30m42s |
| 2. | Richie Porte      | Trek-Segafredo        | + 13s     |
| 3. | Wout Poels        | Team Sky              | + 17s     |
| 4. | Luis León Sánchez | Astana                | + 19s     |
| 5. | Rohan Dennis      | Bahrain-Merida        | + 26s     |
| 6. | Chris Hamilton    | Team Sunweb           | + 33s     |
| 7. | Michael Woods     | EF Education First    | + 38s     |
| 8. | Ruben Guerreiro   | Katusha-Alpecin       | + 40s     |
| 9. | Diego Ulissi      | UAE Team Emirates     | + 40s     |
| 10. | Dries Devenyns    | Deceuninck-Quick Step | + 40s     |

| Classificação da montanha | Classificação da montanha | Classificação da montanha | Classificação da montanha | Classificação da montanha |
| Ciclista                  | Ciclista                  | Equipe                    | Pontos                    |                           |
| ------------------------- | ------------------------- | ------------------------- | ------------------------- | ------------------------- |
| 1.                        | Jason Lea                 | UniSA-Australia           | 30 pts                    |                           |
| 2.                        | Wout Poels                | Team Sky                  | 30 pts                    |                           |
| 3.                        | Richie Porte              | Trek-Segafredo            | 28 pts                    |                           |
| 4.                        | George Bennett            | Team Jumbo-Visma          | 16 pts                    |                           |
| 5.                        | Kenny Elissonde           | Team Sky                  | 16 pts                    |                           |

| Classificação da montanha | Classificação da montanha | Classificação da montanha | Classificação da montanha | Classificação da montanha |
| Ciclista                  | Ciclista                  | Equipe                    | Pontos                    |                           |
| ------------------------- | ------------------------- | ------------------------- | ------------------------- | ------------------------- |
| 1.                        | Jason Lea                 | UniSA-Australia           | 30 pts                    |                           |
| 2.                        | Wout Poels                | Team Sky                  | 30 pts                    |                           |
| 3.                        | Richie Porte              | Trek-Segafredo            | 28 pts                    |                           |
| 4.                        | George Bennett            | Team Jumbo-Visma          | 16 pts                    |                           |
| 5.                        | Kenny Elissonde           | Team Sky                  | 16 pts                    |                           |

| Classificação por pontos | Classificação por pontos | Classificação por pontos | Classificação por pontos | Classificação por pontos |
| Ciclista                 | Ciclista                 | Equipe                   | Pontos                   |                          |
| ------------------------ | ------------------------ | ------------------------ | ------------------------ | ------------------------ |
| 1.                       | Patrick Bevin            | CCC Team                 | 56 pts                   |                          |
| 2.                       | Danny van Poppel         | Team Jumbo-Visma         | 54 pts                   |                          |
| 3.                       | Peter Sagan              | Bora-Hansgrohe           | 50 pts                   |                          |
| 4.                       | Daryl Impey              | Mitchelton-Scott         | 49 pts                   |                          |
| 5.                       | Luis León Sánchez        | Astana                   | 46 pts                   |                          |

| Classificação por pontos | Classificação por pontos | Classificação por pontos | Classificação por pontos | Classificação por pontos |
| Ciclista                 | Ciclista                 | Equipe                   | Pontos                   |                          |
| ------------------------ | ------------------------ | ------------------------ | ------------------------ | ------------------------ |
| 1.                       | Patrick Bevin            | CCC Team                 | 56 pts                   |                          |
| 2.                       | Danny van Poppel         | Team Jumbo-Visma         | 54 pts                   |                          |
| 3.                       | Peter Sagan              | Bora-Hansgrohe           | 50 pts                   |                          |
| 4.                       | Daryl Impey              | Mitchelton-Scott         | 49 pts                   |                          |
| 5.                       | Luis León Sánchez        | Astana                   | 46 pts                   |                          |

| Classificação dos jovens | Classificação dos jovens | Classificação dos jovens | Classificação dos jovens | Classificação dos jovens |
| Ciclista                 | Ciclista                 | Equipe                   | Tempo                    |                          |
| ------------------------ | ------------------------ | ------------------------ | ------------------------ | ------------------------ |
| 1.                       | Chris Hamilton           | Team Sunweb              | 20h31m15s                |                          |
| 2.                       | Ruben Guerreiro          | Katusha-Alpecin          | + 7s                     |                          |
| 3.                       | Ryan Gibbons             | Dimension Data           | + 10s                    |                          |
| 4.                       | Tadej Pogačar            | UAE Team Emirates        | + 10s                    |                          |
| 5.                       | Jai Hindley              | Team Sunweb              | + 33s                    |                          |

| Classificação dos jovens | Classificação dos jovens | Classificação dos jovens | Classificação dos jovens | Classificação dos jovens |
| Ciclista                 | Ciclista                 | Equipe                   | Tempo                    |                          |
| ------------------------ | ------------------------ | ------------------------ | ------------------------ | ------------------------ |
| 1.                       | Chris Hamilton           | Team Sunweb              | 20h31m15s                |                          |
| 2.                       | Ruben Guerreiro          | Katusha-Alpecin          | + 7s                     |                          |
| 3.                       | Ryan Gibbons             | Dimension Data           | + 10s                    |                          |
| 4.                       | Tadej Pogačar            | UAE Team Emirates        | + 10s                    |                          |
| 5.                       | Jai Hindley              | Team Sunweb              | + 33s                    |                          |

| Classificação por equipes | Classificação por equipes | Classificação por equipes | Classificação por equipes |
| Equipe                    | Equipe                    | Tempo                     |                           |
| ------------------------- | ------------------------- | ------------------------- | ------------------------- |
| 1.                        | UAE Team Emirates         | 61h34m22s                 |                           |
| 2.                        | Bahrain-Merida            | + 43s                     |                           |
| 3.                        | Dimension Data            | + 55s                     |                           |
| 4.                        | Team Sunweb               | + 1m11s                   |                           |
| 5.                        | Movistar Team             | + 1m54s                   |                           |

| Classificação por equipes | Classificação por equipes | Classificação por equipes | Classificação por equipes |
| Equipe                    | Equipe                    | Tempo                     |                           |
| ------------------------- | ------------------------- | ------------------------- | ------------------------- |
| 1.                        | UAE Team Emirates         | 61h34m22s                 |                           |
| 2.                        | Bahrain-Merida            | + 43s                     |                           |
| 3.                        | Dimension Data            | + 55s                     |                           |
| 4.                        | Team Sunweb               | + 1m11s                   |                           |
| 5.                        | Movistar Team             | + 1m54s                   |                           |

### Classificações da UCI
O Tour Down Under atribui pontos ao UCI World Ranking 2019 de acordo com a seguinte baremo.

## Lista dos participantes
| Mitchelton-Scott MTS | Mitchelton-Scott MTS        | Mitchelton-Scott MTS |
| -------------------- | --------------------------- | -------------------- |
| Num                  | Ciclista                    | Pos                  |
| 1                    | Daryl Impey (RSA) (estrada) | 1.                   |
| 2                    | Luke Durbridge (AUS)        | 78.                  |
| 3                    | Alexander Edmondson (AUS)   | 64.                  |
| 4                    | Lucas Hamilton (AUS)        | 84.                  |
| 5                    | Mathew Hayman (AUS)         | 65.                  |
| 6                    | Michael Hepburn (AUS)       | 19.                  |
| 7                    | Cameron Meyer (AUS)         | 34.                  |

| Bora-Hansgrohe BOH | Bora-Hansgrohe BOH      | Bora-Hansgrohe BOH |
| ------------------ | ----------------------- | ------------------ |
| Num                | Ciclista                | Pos                |
| 11                 | Peter Sagan (SVK)       | 55.                |
| 12                 | Maciej Bodnar (POL)     | 97.                |
| 13                 | Oscar Gatto (ITA)       | 123.               |
| 14                 | Jay McCarthy (AUS)      | 33.                |
| 15                 | Gregor Mühlberger (AUT) | 21.                |
| 16                 | Daniel Oss (ITA)        | 52.                |
| 17                 | Lukas Pöstlberger (AUT) | 127.               |

| Trek-Segafredo TFS | Trek-Segafredo TFS      | Trek-Segafredo TFS |
| ------------------ | ----------------------- | ------------------ |
| Num                | Ciclista                | Pos                |
| 21                 | Richie Porte (AUS)      | 2.                 |
| 22                 | William Clarke (AUS)    | 96.                |
| 23                 | Koen de Kort (NED)      | 106.               |
| 24                 | Jarlinson Pantano (COL) | 51.                |
| 25                 | Ryan Mullen (IRL)       | 66.                |
| 26                 | Kiel Reijnen (USA)      | 126.               |
| 27                 | Peter Stetina (USA)     | 50.                |

| Lotto-Soudal LTS | Lotto-Soudal LTS         | Lotto-Soudal LTS |
| ---------------- | ------------------------ | ---------------- |
| Num              | Ciclista                 | Pos              |
| 31               | Caleb Ewan (AUS)         | 95.              |
| 32               | Adam Blythe (GBR)        | 113.             |
| 33               | Tomasz Marczyński (POL)  | 54.              |
| 34               | Carl Fredrik Hagen (NOR) | 36.              |
| 35               | Adam Hansen (AUS)        | 75.              |
| 36               | Roger Kluge (GER)        | 110.             |
| 37               | Thomas De Gendt (BEL)    | 74.              |

| UAE Team Emirates UAD | UAE Team Emirates UAD   | UAE Team Emirates UAD |
| --------------------- | ----------------------- | --------------------- |
| Num                   | Ciclista                | Pos                   |
| 41                    | Sven Erik Bystrøm (NOR) | 53.                   |
| 42                    | Rory Sutherland (AUS)   | 111.                  |
| 43                    | Ivo Oliveira (POR)      | 88.                   |
| 44                    | Jasper Philipsen (BEL)  | 77.                   |
| 45                    | Tadej Pogačar (SLO)     | 13.                   |
| 46                    | Jan Polanc (SLO)        | 15.                   |
| 47                    | Diego Ulissi (ITA)      | 9.                    |

| Dimension Data TDD | Dimension Data TDD     | Dimension Data TDD |
| ------------------ | ---------------------- | ------------------ |
| Num                | Ciclista               | Pos                |
| 51                 | Michael Valgren (DEN)  | 37.                |
| 52                 | Lars Bak (DEN)         | 40.                |
| 53                 | Nicholas Dlamini (RSA) | 100.               |
| 54                 | Ryan Gibbons (RSA)     | 11.                |
| 55                 | Ben O'Connor (AUS)     | 20.                |
| 56                 | Scott Davies (GBR)     | 59.                |
| 57                 | Tom Slagter (NED)      | 17.                |

| Bahrain-Merida TBM | Bahrain-Merida TBM        | Bahrain-Merida TBM |
| ------------------ | ------------------------- | ------------------ |
| Num                | Ciclista                  | Pos                |
| 61                 | Domenico Pozzovivo (ITA)  | 14.                |
| 62                 | Phil Bauhaus (GER)        | 94.                |
| 63                 | Rohan Dennis (AUS)        | 5.                 |
| 64                 | Heinrich Haussler (AUS)   | 49.                |
| 65                 | Hermann Pernsteiner (AUT) | 27.                |
| 66                 | Yukiya Arashiro (JPN)     | 39.                |
| 67                 | Marcel Sieberg (GER)      | 122.               |

| EF Education First EF1 | EF Education First EF1 | EF Education First EF1 |
| ---------------------- | ---------------------- | ---------------------- |
| Num                    | Ciclista               | Pos                    |
| 71                     | Michael Woods (CAN)    | 7.                     |
| 72                     | Mitchell Docker (AUS)  | 93.                    |
| 73                     | Daniel McLay (GBR)     | DNF-6                  |
| 74                     | Lachlan Morton (AUS)   | 82.                    |
| 75                     | Tom Scully (NZL)       | 86.                    |
| 76                     | James Whelan (AUS)     | 46.                    |
| 77                     | Alberto Bettiol (ITA)  | 76.                    |

| Team Sunweb SUN | Team Sunweb SUN           | Team Sunweb SUN |
| --------------- | ------------------------- | --------------- |
| Num             | Ciclista                  | Pos             |
| 81              | Cees Bol (NED)            | 109.            |
| 82              | Johannes Fröhlinger (GER) | 79.             |
| 83              | Chris Hamilton (AUS)      | 6.              |
| 84              | Jai Hindley (AUS)         | 18.             |
| 85              | Max Kanter (GER)          | DNF-3           |
| 86              | Michael Storer (AUS)      | 28.             |
| 87              | Max Walscheid (GER)       | 120.            |

| AG2R La Mondiale ALM | AG2R La Mondiale ALM     | AG2R La Mondiale ALM |
| -------------------- | ------------------------ | -------------------- |
| Num                  | Ciclista                 | Pos                  |
| 91                   | Pierre Latour (FRA)      | 32.                  |
| 92                   | Gediminas Bagdonas (LTU) | 116.                 |
| 93                   | Clément Chevrier (FRA)   | 72.                  |
| 94                   | Benoît Cosnefroy (FRA)   | 124.                 |
| 95                   | Nico Denz (GER)          | 115.                 |
| 96                   | Hubert Dupont (FRA)      | 47.                  |
| 97                   | Nans Peters (FRA)        | 81.                  |

| Astana AST | Astana AST              | Astana AST |
| ---------- | ----------------------- | ---------- |
| Num        | Ciclista                | Pos        |
| 101        | Davide Ballerini (ITA)  | 83.        |
| 102        | Manuele Boaro (ITA)     | 92.        |
| 103        | Laurens De Vreese (BEL) | 102.       |
| 104        | Daniil Fominykh (KAZ)   | 85.        |
| 105        | Yevgeniy Gidich (KAZ)   | 63.        |
| 106        | Artiom Zakharov (KAZ)   | 103.       |
| 107        | Luis León Sánchez (ESP) | 4.         |

| Katusha-Alpecin TKA | Katusha-Alpecin TKA        | Katusha-Alpecin TKA |
| ------------------- | -------------------------- | ------------------- |
| Num                 | Ciclista                   | Pos                 |
| 111                 | Alex Dowsett (GBR)         | 128.                |
| 112                 | Jens Debusschere (BEL)     | 118.                |
| 113                 | Ruben Guerreiro (POR)      | 8.                  |
| 114                 | Nathan Haas (AUS)          | 125.                |
| 115                 | Marco Haller (AUT)         | 61.                 |
| 116                 | Viacheslav Kuznetsov (RUS) | 38.                 |
| 117                 | Dmitry Strakhov (RUS)      | 57.                 |

| Groupama-FDJ GFC | Groupama-FDJ GFC        | Groupama-FDJ GFC |
| ---------------- | ----------------------- | ---------------- |
| Num              | Ciclista                | Pos              |
| 121              | Miles Scotson (AUS)     | 43.              |
| 122              | Daniel Hoelgaard (NOR)  | 90.              |
| 123              | Mathieu Ladagnous (FRA) | 70.              |
| 124              | Tobias Ludvigsson (SWE) | 23.              |
| 125              | Steve Morabito (SUI)    | 25.              |
| 126              | Kilian Frankiny (SUI)   | 69.              |
| 127              | Léo Vincent (FRA)       | 80.              |

| Movistar Team MOV | Movistar Team MOV      | Movistar Team MOV |
| ----------------- | ---------------------- | ----------------- |
| Num               | Ciclista               | Pos               |
| 131               | Héctor Carretero (ESP) | 45.               |
| 132               | Jaime Castrillo (ESP)  | DNF-6             |
| 133               | Rubén Fernández (ESP)  | 60.               |
| 134               | Lluís Mas (ESP)        | 24.               |
| 135               | Eduard Prades (ESP)    | 22.               |
| 136               | Jasha Sütterlin (GER)  | 56.               |
| 137               | Rafa Valls (ESP)       | 42.               |

| Deceuninck-Quick Step DQT | Deceuninck-Quick Step DQT | Deceuninck-Quick Step DQT |
| ------------------------- | ------------------------- | ------------------------- |
| Num                       | Ciclista                  | Pos                       |
| 141                       | Elia Viviani (ITA)        | 119.                      |
| 142                       | Fabio Sabatini (ITA)      | 104.                      |
| 143                       | Michael Mørkøv (DEN)      | 101.                      |
| 144                       | Mikkel Honoré (DEN)       | NP-5                      |
| 145                       | Dries Devenyns (BEL)      | 10.                       |
| 146                       | James Knox (GBR)          | 48.                       |
| 147                       | Rémi Cavagna (FRA)        | 29.                       |

| Team Jumbo-Visma TJV | Team Jumbo-Visma TJV    | Team Jumbo-Visma TJV |
| -------------------- | ----------------------- | -------------------- |
| Num                  | Ciclista                | Pos                  |
| 151                  | George Bennett (NZL)    | 12.                  |
| 152                  | Robert Gesink (NED)     | 31.                  |
| 153                  | Lennard Hofstede (NED)  | 35.                  |
| 154                  | Bert-Jan Lindeman (NED) | 108.                 |
| 155                  | Tom Leezer (NED)        | 71.                  |
| 156                  | Danny van Poppel (NED)  | 68.                  |
| 157                  | Maarten Wynants (BEL)   | 91.                  |

| Team Sky SKY | Team Sky SKY               | Team Sky SKY |
| ------------ | -------------------------- | ------------ |
| Num          | Ciclista                   | Pos          |
| 161          | Owain Doull (GBR)          | 99.          |
| 162          | Kenny Elissonde (FRA)      | 44.          |
| 163          | Kristoffer Halvorsen (NOR) | 117.         |
| 164          | Christian Knees (GER)      | 87.          |
| 165          | Wout Poels (NED)           | 3.           |
| 166          | Luke Rowe (GBR)            | 89.          |
| 167          | Dylan van Baarle (NED)     | 16.          |

| CCC Team CPT | CCC Team CPT             | CCC Team CPT |
| ------------ | ------------------------ | ------------ |
| Num          | Ciclista                 | Pos          |
| 171          | Patrick Bevin (NZL)      | 41.          |
| 172          | Víctor de la Parte (ESP) | 67.          |
| 173          | Jakub Mareczko (ITA)     | 114.         |
| 174          | Łukasz Owsian (POL)      | 98.          |
| 175          | Joey Rosskopf (USA)      | 62.          |
| 176          | Francisco Ventoso (ESP)  | 112.         |
| 177          | Szymon Sajnok (POL)      | 129.         |

| UniSA-Australia UNA | UniSA-Australia UNA      | UniSA-Australia UNA |
| ------------------- | ------------------------ | ------------------- |
| Num                 | Ciclista                 | Pos                 |
| 181                 | Chris Harper (AUS)       | 26.                 |
| 182                 | Dylan Sunderland (AUS)   | 30.                 |
| 183                 | Ayden Toovey (AUS)       | 73.                 |
| 184                 | Jason Lea (AUS)          | 107.                |
| 185                 | Neil Van der Ploeg (AUS) | 121.                |
| 186                 | Michael Potter (AUS)     | 105.                |
| 187                 | Nicholas White (AUS)     | 58.                 |

| Mitchelton-Scott MTS | Mitchelton-Scott MTS        | Mitchelton-Scott MTS |
| -------------------- | --------------------------- | -------------------- |
| Num                  | Ciclista                    | Pos                  |
| 1                    | Daryl Impey (RSA) (estrada) | 1.                   |
| 2                    | Luke Durbridge (AUS)        | 78.                  |
| 3                    | Alexander Edmondson (AUS)   | 64.                  |
| 4                    | Lucas Hamilton (AUS)        | 84.                  |
| 5                    | Mathew Hayman (AUS)         | 65.                  |
| 6                    | Michael Hepburn (AUS)       | 19.                  |
| 7                    | Cameron Meyer (AUS)         | 34.                  |

| Bora-Hansgrohe BOH | Bora-Hansgrohe BOH      | Bora-Hansgrohe BOH |
| ------------------ | ----------------------- | ------------------ |
| Num                | Ciclista                | Pos                |
| 11                 | Peter Sagan (SVK)       | 55.                |
| 12                 | Maciej Bodnar (POL)     | 97.                |
| 13                 | Oscar Gatto (ITA)       | 123.               |
| 14                 | Jay McCarthy (AUS)      | 33.                |
| 15                 | Gregor Mühlberger (AUT) | 21.                |
| 16                 | Daniel Oss (ITA)        | 52.                |
| 17                 | Lukas Pöstlberger (AUT) | 127.               |

| Trek-Segafredo TFS | Trek-Segafredo TFS      | Trek-Segafredo TFS |
| ------------------ | ----------------------- | ------------------ |
| Num                | Ciclista                | Pos                |
| 21                 | Richie Porte (AUS)      | 2.                 |
| 22                 | William Clarke (AUS)    | 96.                |
| 23                 | Koen de Kort (NED)      | 106.               |
| 24                 | Jarlinson Pantano (COL) | 51.                |
| 25                 | Ryan Mullen (IRL)       | 66.                |
| 26                 | Kiel Reijnen (USA)      | 126.               |
| 27                 | Peter Stetina (USA)     | 50.                |

| Lotto-Soudal LTS | Lotto-Soudal LTS         | Lotto-Soudal LTS |
| ---------------- | ------------------------ | ---------------- |
| Num              | Ciclista                 | Pos              |
| 31               | Caleb Ewan (AUS)         | 95.              |
| 32               | Adam Blythe (GBR)        | 113.             |
| 33               | Tomasz Marczyński (POL)  | 54.              |
| 34               | Carl Fredrik Hagen (NOR) | 36.              |
| 35               | Adam Hansen (AUS)        | 75.              |
| 36               | Roger Kluge (GER)        | 110.             |
| 37               | Thomas De Gendt (BEL)    | 74.              |

| UAE Team Emirates UAD | UAE Team Emirates UAD   | UAE Team Emirates UAD |
| --------------------- | ----------------------- | --------------------- |
| Num                   | Ciclista                | Pos                   |
| 41                    | Sven Erik Bystrøm (NOR) | 53.                   |
| 42                    | Rory Sutherland (AUS)   | 111.                  |
| 43                    | Ivo Oliveira (POR)      | 88.                   |
| 44                    | Jasper Philipsen (BEL)  | 77.                   |
| 45                    | Tadej Pogačar (SLO)     | 13.                   |
| 46                    | Jan Polanc (SLO)        | 15.                   |
| 47                    | Diego Ulissi (ITA)      | 9.                    |

| Dimension Data TDD | Dimension Data TDD     | Dimension Data TDD |
| ------------------ | ---------------------- | ------------------ |
| Num                | Ciclista               | Pos                |
| 51                 | Michael Valgren (DEN)  | 37.                |
| 52                 | Lars Bak (DEN)         | 40.                |
| 53                 | Nicholas Dlamini (RSA) | 100.               |
| 54                 | Ryan Gibbons (RSA)     | 11.                |
| 55                 | Ben O'Connor (AUS)     | 20.                |
| 56                 | Scott Davies (GBR)     | 59.                |
| 57                 | Tom Slagter (NED)      | 17.                |

| Bahrain-Merida TBM | Bahrain-Merida TBM        | Bahrain-Merida TBM |
| ------------------ | ------------------------- | ------------------ |
| Num                | Ciclista                  | Pos                |
| 61                 | Domenico Pozzovivo (ITA)  | 14.                |
| 62                 | Phil Bauhaus (GER)        | 94.                |
| 63                 | Rohan Dennis (AUS)        | 5.                 |
| 64                 | Heinrich Haussler (AUS)   | 49.                |
| 65                 | Hermann Pernsteiner (AUT) | 27.                |
| 66                 | Yukiya Arashiro (JPN)     | 39.                |
| 67                 | Marcel Sieberg (GER)      | 122.               |

| EF Education First EF1 | EF Education First EF1 | EF Education First EF1 |
| ---------------------- | ---------------------- | ---------------------- |
| Num                    | Ciclista               | Pos                    |
| 71                     | Michael Woods (CAN)    | 7.                     |
| 72                     | Mitchell Docker (AUS)  | 93.                    |
| 73                     | Daniel McLay (GBR)     | DNF-6                  |
| 74                     | Lachlan Morton (AUS)   | 82.                    |
| 75                     | Tom Scully (NZL)       | 86.                    |
| 76                     | James Whelan (AUS)     | 46.                    |
| 77                     | Alberto Bettiol (ITA)  | 76.                    |

| Team Sunweb SUN | Team Sunweb SUN           | Team Sunweb SUN |
| --------------- | ------------------------- | --------------- |
| Num             | Ciclista                  | Pos             |
| 81              | Cees Bol (NED)            | 109.            |
| 82              | Johannes Fröhlinger (GER) | 79.             |
| 83              | Chris Hamilton (AUS)      | 6.              |
| 84              | Jai Hindley (AUS)         | 18.             |
| 85              | Max Kanter (GER)          | DNF-3           |
| 86              | Michael Storer (AUS)      | 28.             |
| 87              | Max Walscheid (GER)       | 120.            |

| AG2R La Mondiale ALM | AG2R La Mondiale ALM     | AG2R La Mondiale ALM |
| -------------------- | ------------------------ | -------------------- |
| Num                  | Ciclista                 | Pos                  |
| 91                   | Pierre Latour (FRA)      | 32.                  |
| 92                   | Gediminas Bagdonas (LTU) | 116.                 |
| 93                   | Clément Chevrier (FRA)   | 72.                  |
| 94                   | Benoît Cosnefroy (FRA)   | 124.                 |
| 95                   | Nico Denz (GER)          | 115.                 |
| 96                   | Hubert Dupont (FRA)      | 47.                  |
| 97                   | Nans Peters (FRA)        | 81.                  |

| Astana AST | Astana AST              | Astana AST |
| ---------- | ----------------------- | ---------- |
| Num        | Ciclista                | Pos        |
| 101        | Davide Ballerini (ITA)  | 83.        |
| 102        | Manuele Boaro (ITA)     | 92.        |
| 103        | Laurens De Vreese (BEL) | 102.       |
| 104        | Daniil Fominykh (KAZ)   | 85.        |
| 105        | Yevgeniy Gidich (KAZ)   | 63.        |
| 106        | Artiom Zakharov (KAZ)   | 103.       |
| 107        | Luis León Sánchez (ESP) | 4.         |

| Katusha-Alpecin TKA | Katusha-Alpecin TKA        | Katusha-Alpecin TKA |
| ------------------- | -------------------------- | ------------------- |
| Num                 | Ciclista                   | Pos                 |
| 111                 | Alex Dowsett (GBR)         | 128.                |
| 112                 | Jens Debusschere (BEL)     | 118.                |
| 113                 | Ruben Guerreiro (POR)      | 8.                  |
| 114                 | Nathan Haas (AUS)          | 125.                |
| 115                 | Marco Haller (AUT)         | 61.                 |
| 116                 | Viacheslav Kuznetsov (RUS) | 38.                 |
| 117                 | Dmitry Strakhov (RUS)      | 57.                 |

| Groupama-FDJ GFC | Groupama-FDJ GFC        | Groupama-FDJ GFC |
| ---------------- | ----------------------- | ---------------- |
| Num              | Ciclista                | Pos              |
| 121              | Miles Scotson (AUS)     | 43.              |
| 122              | Daniel Hoelgaard (NOR)  | 90.              |
| 123              | Mathieu Ladagnous (FRA) | 70.              |
| 124              | Tobias Ludvigsson (SWE) | 23.              |
| 125              | Steve Morabito (SUI)    | 25.              |
| 126              | Kilian Frankiny (SUI)   | 69.              |
| 127              | Léo Vincent (FRA)       | 80.              |

| Movistar Team MOV | Movistar Team MOV      | Movistar Team MOV |
| ----------------- | ---------------------- | ----------------- |
| Num               | Ciclista               | Pos               |
| 131               | Héctor Carretero (ESP) | 45.               |
| 132               | Jaime Castrillo (ESP)  | DNF-6             |
| 133               | Rubén Fernández (ESP)  | 60.               |
| 134               | Lluís Mas (ESP)        | 24.               |
| 135               | Eduard Prades (ESP)    | 22.               |
| 136               | Jasha Sütterlin (GER)  | 56.               |
| 137               | Rafa Valls (ESP)       | 42.               |

| Deceuninck-Quick Step DQT | Deceuninck-Quick Step DQT | Deceuninck-Quick Step DQT |
| ------------------------- | ------------------------- | ------------------------- |
| Num                       | Ciclista                  | Pos                       |
| 141                       | Elia Viviani (ITA)        | 119.                      |
| 142                       | Fabio Sabatini (ITA)      | 104.                      |
| 143                       | Michael Mørkøv (DEN)      | 101.                      |
| 144                       | Mikkel Honoré (DEN)       | NP-5                      |
| 145                       | Dries Devenyns (BEL)      | 10.                       |
| 146                       | James Knox (GBR)          | 48.                       |
| 147                       | Rémi Cavagna (FRA)        | 29.                       |

| Team Jumbo-Visma TJV | Team Jumbo-Visma TJV    | Team Jumbo-Visma TJV |
| -------------------- | ----------------------- | -------------------- |
| Num                  | Ciclista                | Pos                  |
| 151                  | George Bennett (NZL)    | 12.                  |
| 152                  | Robert Gesink (NED)     | 31.                  |
| 153                  | Lennard Hofstede (NED)  | 35.                  |
| 154                  | Bert-Jan Lindeman (NED) | 108.                 |
| 155                  | Tom Leezer (NED)        | 71.                  |
| 156                  | Danny van Poppel (NED)  | 68.                  |
| 157                  | Maarten Wynants (BEL)   | 91.                  |

| Team Sky SKY | Team Sky SKY               | Team Sky SKY |
| ------------ | -------------------------- | ------------ |
| Num          | Ciclista                   | Pos          |
| 161          | Owain Doull (GBR)          | 99.          |
| 162          | Kenny Elissonde (FRA)      | 44.          |
| 163          | Kristoffer Halvorsen (NOR) | 117.         |
| 164          | Christian Knees (GER)      | 87.          |
| 165          | Wout Poels (NED)           | 3.           |
| 166          | Luke Rowe (GBR)            | 89.          |
| 167          | Dylan van Baarle (NED)     | 16.          |

| CCC Team CPT | CCC Team CPT             | CCC Team CPT |
| ------------ | ------------------------ | ------------ |
| Num          | Ciclista                 | Pos          |
| 171          | Patrick Bevin (NZL)      | 41.          |
| 172          | Víctor de la Parte (ESP) | 67.          |
| 173          | Jakub Mareczko (ITA)     | 114.         |
| 174          | Łukasz Owsian (POL)      | 98.          |
| 175          | Joey Rosskopf (USA)      | 62.          |
| 176          | Francisco Ventoso (ESP)  | 112.         |
| 177          | Szymon Sajnok (POL)      | 129.         |

| UniSA-Australia UNA | UniSA-Australia UNA      | UniSA-Australia UNA |
| ------------------- | ------------------------ | ------------------- |
| Num                 | Ciclista                 | Pos                 |
| 181                 | Chris Harper (AUS)       | 26.                 |
| 182                 | Dylan Sunderland (AUS)   | 30.                 |
| 183                 | Ayden Toovey (AUS)       | 73.                 |
| 184                 | Jason Lea (AUS)          | 107.                |
| 185                 | Neil Van der Ploeg (AUS) | 121.                |
| 186                 | Michael Potter (AUS)     | 105.                |
| 187                 | Nicholas White (AUS)     | 58.                 |

1. ↑  (fr) Tour Down Under : Richie Porte remporte l'étape reine, Daryl Impey le classement final,  lequipe.fr, 20 janeiro 2019.
2. ↑  «Parcours officiel du Tour Down Under 2019» tourdownunder.com.au
3. ↑  Startlist em procyclingstats.com
4. ↑  «5 riders to watch at the 2019 Tour Down Under». cyclingnews.com (em inglês)
5. ↑  «Five things to look out for at the 2019 Tour Down Under». cyclingweekly.com (em inglês)
6. ↑  «Titre II: Épreuves sur Route - Règlement au 01.01.2019» (PDF). uci.org

## Artigos Relacionados
- UCI World Tour de 2019
- People's Choice Classic de 2019